# Ignacio Mateo Guerra y Alba
Ignacio Mateo Guerra y Alba (Tepozán de Santa María de los Lagos, 21 de septiembre de 1804) fue consagrado como el primer obispo de Zacatecas desde el 12 de junio de 1864, y se dedicó a organizar la naciente diócesis: fundó el cabildo de la Catedral y fundó el seminario de la nueva Diócesis.

## Biografía
Hijo de don Francisco Guerra y Gómez Portugal y de su esposa doña Gertrudis Alva, perteneció a la décima generación en el árbol genealógico de Diego Pérez de la Torre, nacido en Almendralejo, de la Extremadura España en 1482, que vino a México con Cédula Real de Carlos V, de 1536, como segundo gobernador de la Nueva Galicia y el Pánuco, y juez residenciador de Nuño de Guzmán, por los crímenes que había cometido y de Pedro de Fuentes y Catalina Flores, padres de Hernán Flores, casado con doña María de la Torre Álvarez, hija de Diego P. de la Torre, mencionado.
Ordenado sacerdote, desempeñó luego la maestría de aposentos por año y medio, y la cátedra de gramática por cuatro. Abrió curso de artes: enseñó filosofía moral y presidió en estas cátedras veintitrés actos públicos. Fue nombrado catedrático de la de Derecho Civil, Romano y Patrio y presidió dieciséis funciones públicas de derecho canónico y civil. Restaurada la  Universidad Nacional (sic) en esta capital (Ciudad de México) recibió en cánones los grados de licenciado y doctor con aprobación “Nemine Discrepante” y las funciones privadas de estilo, fueron dedicadas por el ilustre claustro al Excmo. señor general de división don Antonio López de Santa Anna entonces Presidente de la República. Obtuvo en el Tribunal Superior de este departamento el título de Abogado de los Tribunales de Defensor de Obras Pías y Matrimonios, dos meses después, la Procuraduría Fiscal... sigue una larga lista de cargos desempeñados, hasta llegar al Obispado de Zacatecas...